# Peter Seewald
Peter Seewald (Bochum, 10 luglio 1954) è un giornalista e scrittore tedesco.
È noto soprattutto per aver pubblicato un libro-intervista biografico con il papa Benedetto XVI.

## Biografia
Trascorse l'adolescenza a Salzweg vicino a Passavia, nella Bassa Baviera, insieme alla famiglia cattolica. Dopo aver svolto la funzione di ministrante anziano della sua parrocchia, sulla scia del movimento sessantottino si allontanò dalla fede per sposare la dottrina marxista. La rottura avvenne ufficialmente nel '73, seguita  nel '76 dalla fondazione del periodico marxista Passauer Kleine Zeitung che chiuse i battenti appena due anni più tardi, nella primavera del '78.
Dal 1981 al 1987, Seewald fu uno dei redattori del quotidiano Der Spiegel, e, dal 1987 al 1990, reporter di Stern. Nel 1993, lasciò la redazione di Süddeutsche Zeitung per diventare giornalista freelance. Nel '96, diede alle stampe il libro-intervista col futuro papa Benedetto XVI, pubblicato in Italia col titolo di Sale della Terra.
Seewald stesso dichiarò successivamente che il dialogo col card. Ratzinger lo orientò a una riesame critico delle proprie scelte di vita, che lo confusse infine a tornare in comunione con la Chiesa Cattolica.
La sua produzione non smise di indirizzarsi su temi a carattere religioso. Nel 2001, completò il volume Dio e il mondo, una discussione teologica e filosofica approfondita con Ratzinger, presto trasformatasi in un best seller tradotto in molteplici lingue. L'amicizia e i rapporti stretti continuarono anche dopo l'elezione al soglio pontificio di Benedetto XVI che identificò come il primo fautore della sua conversione e per il quale redasse altre due biografie-ritratto.
Nell'estate del 2010, si recò personalmente presso la residenza privata di Castel Gandolfo per ultimare le bozze preparatorie del terzo libro dialogico, pubblicato a novembre col titolo di Licht der Welt (Luce del mondo), dedicato all'interlocutore in riferimento a Giovanni 8:12 e a Matteo 5:14-16. La prefazione fu firmata a Monaco il 15 ottobre 2010.
Seewald cerca di far comprendere le proprie ragioni anche al mondo cattolico conservatore. In quanto «[autenticamente] progressista» e lungimirante, supporta un «ritorno alle radici, all'originale, alla competenza di base, alla missione» e si oppone a quella che chiama la «fredda religione professorale degli anni '70».
Peter Seewald è sposato e ha due figli .

## Opere selezionate

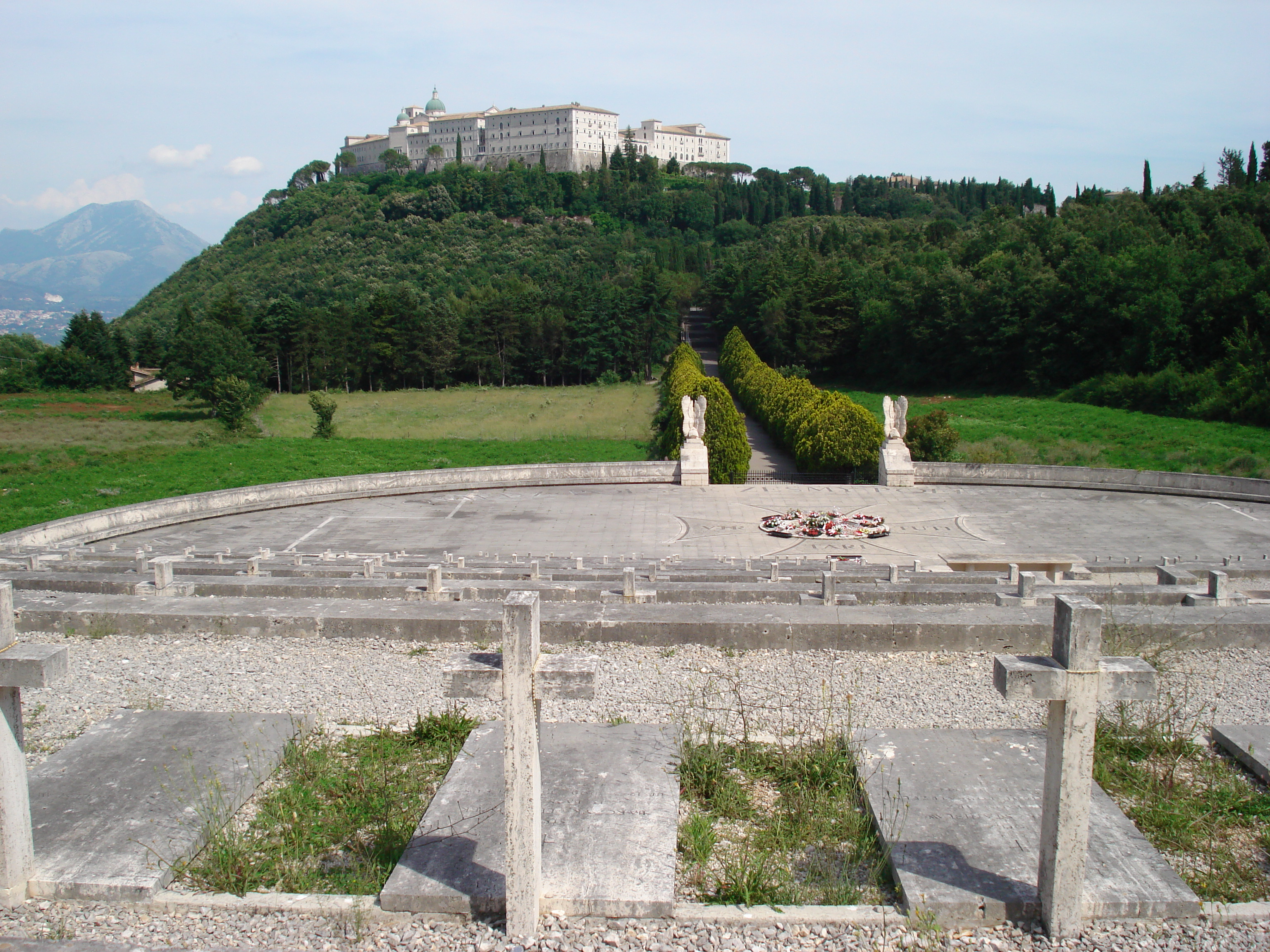
L'Abbazia di Montecassino, veduta dei resti del cimitero cristiano degli Ebrei polacchi, luogo di ispirazione del volume Gott und die Welt

- 1996: Joseph Ratzinger: Salz der Erde: Christentum und katholische Kirche im 21. Jahrhundert – Ein Gespräch mit Peter Seewald. DVA, ISBN 3421050465.
- 2000: Gott und die Welt – Glauben und Leben in unserer Zeit. DVA, ISBN 3421054282.
- 2002: Die Schule der Mönche. Herder, Freiburg, ISBN 3451274612.
- 2004: Als ich begann, wieder an Gott zu denken. Heyne, ISBN 3453878795.
- 2005: Der deutsche Papst – Von Joseph Ratzinger zu Benedikt XVI Verlagsgruppe Weltbild und Axel Springer AG, ISBN 3-89897-252-6.
- 2005: Benedikt XVI. Ein Porträt aus der Nähe, Ullstein Verlag.
- 2005: Gloria: Die Fürstin – Im Gespräch mit Peter Seewald
- 2006: Benedikt XVI. Leben und Auftrag, Verlagsgruppe Weltbild.
- 2009: Jesus Christus: Die Biographie, Pattloch Verlag.
- 2010: Licht der Welt, Ein Gespräch mit Papst Benedikt XVI, Herder Verlag, Freiburg.
- 2016: Gott ohne Volk – Die Kirche und die Krise des Glaubens, con Stefan Oster, Droemer.
- 2016: Benedikt XVI. Letzte Gespräche. Droemer.
- 2019: Die Schule der Mönche, Bene! Verlag, 256 pp.
- 2020: Benedikt XVI. – Ein Leben. Droemer Verlag, Monaco, ISBN 978-3-426-27692-1.[6]